# Aegus siamensis
Aegus siamensis is een keversoort uit de familie vliegende herten (Lucanidae). De wetenschappelijke naam van de soort is voor het eerst geldig gepubliceerd in 1922 door Kriesche.